# اما تیلمن
اما تیلمن (انگلیسی: Emma Tillman؛ ‏ ۲۲ نوامبر ۱۸۹۲ – ۲۸ ژانویهٔ ۲۰۰۷) زن ابرصدساله اهل ایالات متحده آمریکا بود که به مدت چند روز پیرترین فرد زنده جهان هم شد تا آنکه در سن ۱۱۴ سالگی و ۶۷ روزگی درگذشت.

## زندگی‌نامه
تیلمن یکی از ۲۳ فرزندی بود که از بردگان سابق آلفونسو فاوست و مارتا گیبسون فاوست درگیبسونویل کارولینای شمالی به دنیا آمد. نام خانوادگی دوشیزگی او، فاوست، از صاحب مزرعه‌ای که قبل از جنگ داخلی مالک خانواده پدرش بود و کن فاوست نام داشت، گرفته شده بود. خانواده در سال ۱۹۰۰ به گلستونبری کنتیکت نقل مکان کردند، جایی که تیلمن تنها آمریکایی آفریقایی‌تبار شد که در دبیرستان گلستونبری تحصیل می‌کرد و در سال ۱۹۰۹ به عنوان اولین دانش آمور سیاه‌پوست آنجا فارغ‌التحصیل شد. اگرچه او از تحصیل در ریاضیات بازرگانی لذت می‌برد و حساب‌های مربوط به مزرعه تنباکوی پدرش را انجام می‌داد، او در سال ۱۹۱۴ به هارتفورد پایتخت ایالت کنتیکت نقل مکان کرد تا به عنوان یک مستخدمه مزدبگیر - تنها شغل با حقوقی که در آن زمان برای زنانی چون او موجود بود - مشغول به کار شود. او در همان سال با آرتور تیلمن ازدواج کرد و صاحب دو دختر شدند. تیلمن حدود شصت سال خدمات نانوایی و پذیرایی خود را اداره می‌کرد گاهی برای بازدید از مقامات دولتی مانند فرمانداران ریموند ای. بالدوین و الا تی. گراسو غذا تهیه می‌کرد و همچنین سال‌ها برای مشتریان همیشگی‌اش از دکتر توماس هپبورن، اورولوژیست معروف بیمارستان هارتفورد و پدر کاترین هپبورن آشپزی می‌کرد. شوهرش در سال ۱۹۳۹ درگذشت. چهار خواهر و برادر او بیش از ۱۰۰ سال زندگی کردند، از جمله یک برادر که ۱۰۸ سال داشت، یک خواهر که به ۱۰۵ سال رسید و دو نفر دیگر به ۱۰۲ سال رسیدند.
تیلمن در طول زندگی خود در برنامه‌های مختلف اجتماعی انجمن ملی پیشرفت رنگین‌پوستان و شورای ملی زنان سیاهپوست شرکت داشت.
روز قبل از تولد ۱۱۰ سالگی او، فرماندار سابق ایالت کنتیکت جان جی. رولند، اعلام کرد که سالروز تولد او، ۲۲ نوامبر، در ایالت به عنوان «روز اما تیلمن» شناخته خواهد شد.
تیلمن به مدت بیش از ۸۰ سال یکی از اعضای «کلیسای اسقفی صهیون متروپولیتن متدیست آفریقایی‌تباران» بود و در آنجا به‌طور غیررسمی به عنوان «مادر» کلیسای اسقفی متدیست آفریقایی‌تباران شناخته شد. او بیش از هفتاد سال عضو گروه کر کلیسا و پانزده سال رئیس گروه کر کلیسا بود.
او تا سن ۱۱۰ سالگی به‌طور مستقل زندگی کرد. در ۱۸ ژانویه ۲۰۰۷، او به دنبال مرگ «جولی وینفرد برتراندِ» ۱۱۵ ساله کانادایی، مسن‌ترین زن زنده شد و در ۲۴ ژانویه ۲۰۰۷ با مرگ امیلیانو مرکاد دل تورو ۱۱۵ ساله (از بومیان پورتوریکو) به عنوان مسن‌ترین فرد زنده جهان شناخته شد.
او در ۲۸ ژانویه ۲۰۰۷ در خانه سالمندان هارتفورد شرقی در ایالت کنتیکت در سن ۱۱۴ سال و ۶۷ روزگی درگذشت. او رکورد کوتاه‌ترین مدتی را که فردی مسن‌ترین فرد جهان بوده است، را هم داراست. پس از مرگ او، یونه میناگاوا از ژاپن مسن‌ترین فرد جهان شد.
در ۹ مارس ۲۰۰۷، تیلمن به عنوان موضوع اصلی سخنرانی فلیشا نیمیوآ آکرمن، استاد فلسفه دانشگاه براون با عنوان «ماهیت در برابر تراژدی مرگ اما فاوست تیلمن»، در «سمپوزیوم کاربانک دربارهٔ فلسفه محیط زیست» در دانشگاه بوستون مورد بحث قرار گرفت. در این سخنرانی مسائل مربوط به فلسفه محیط زیست به ویژه ارزش زندگی فردی انسان در مقایسه با ارزش محیط‌های طبیعی و حفظ آنها مورد بحث قرار گرفت.